# Green Gulch Farm Zen Center

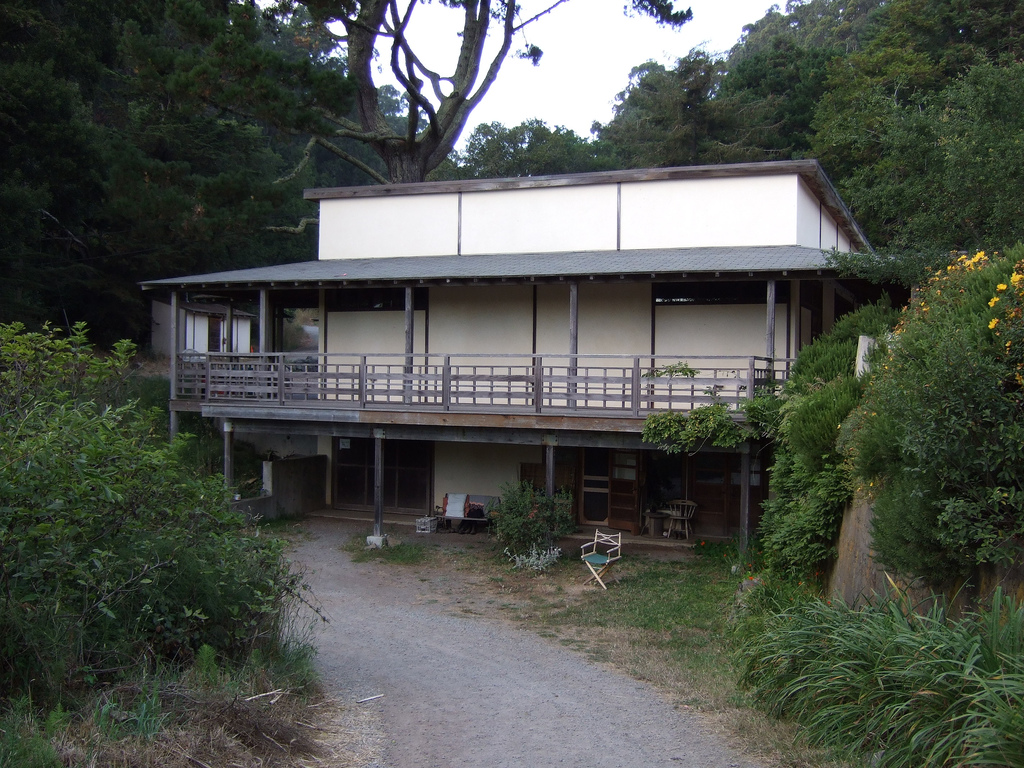
Der Green Dragon Temple des Green Gulch Farm Zen Center

Das Green Gulch Farm Zen Center (auch Soryu-ji, dt. Tempel des grünen Drachen) ist ein Zen-Zentrum in der Tradition der japanischen Sōtō-Schule bei Muir Beach, Marin County, Kalifornien. Es wurde 1972 von Rōshi Richard Dudley Baker, dem damaligen Leiter des San Francisco Zen Center gegründet und liegt in einem engen Tal 27 Kilometer nördlich von San Francisco.
Das Green Gulch Farm Zen Center bietet neben Meditationskursen und Einführungen in die Japanische Teezeremonie auch mehrmonatige Lehrgänge zum ökologischen Landbau an. Die Gartenbauanlage wurde von dem renommierten englischen Gärtner Alan Chadwick (1909–1980) konzipiert, der auch in der Nähe des Zen-Zentrums begraben ist. Ebenfalls in der Nähe des Zentrums begraben ist der englische Philosoph Alan Watts (1915–1973), der sich intensiv mit dem Zen-Buddhismus beschäftigte und unweit des Green Gulch Farm Zen Center auf einem der Hausboote von Sausalito lebte.
Wie japanische Zen-Klöster bietet auch das Green Gulch Farm Zen Center Übernachtungen für Gäste an. Der überwiegende Teil dieser Gäste nimmt an den buddhistischen Zeremonien der rund 50 ständigen Bewohner des Zentrums teil.
Mit Bezug auf die Verbindung von ökologischer Landwirtschaft und Zen-Buddhismus stellte der amerikanische Autor Fenton Johnson fest, das Green Gulch Farm Zen Center diene „als Muster für das Leben auf dem Land im Kontext der buddhistischen Zen-Praxis“.
Das Zentrum ist einer der Orte, an denen Edward Espe Brown im Dokumentarfilm How to Cook Your Life von Doris Dörrie Zuschauer in die Kunst des Kochens einführt.

## Ansichten

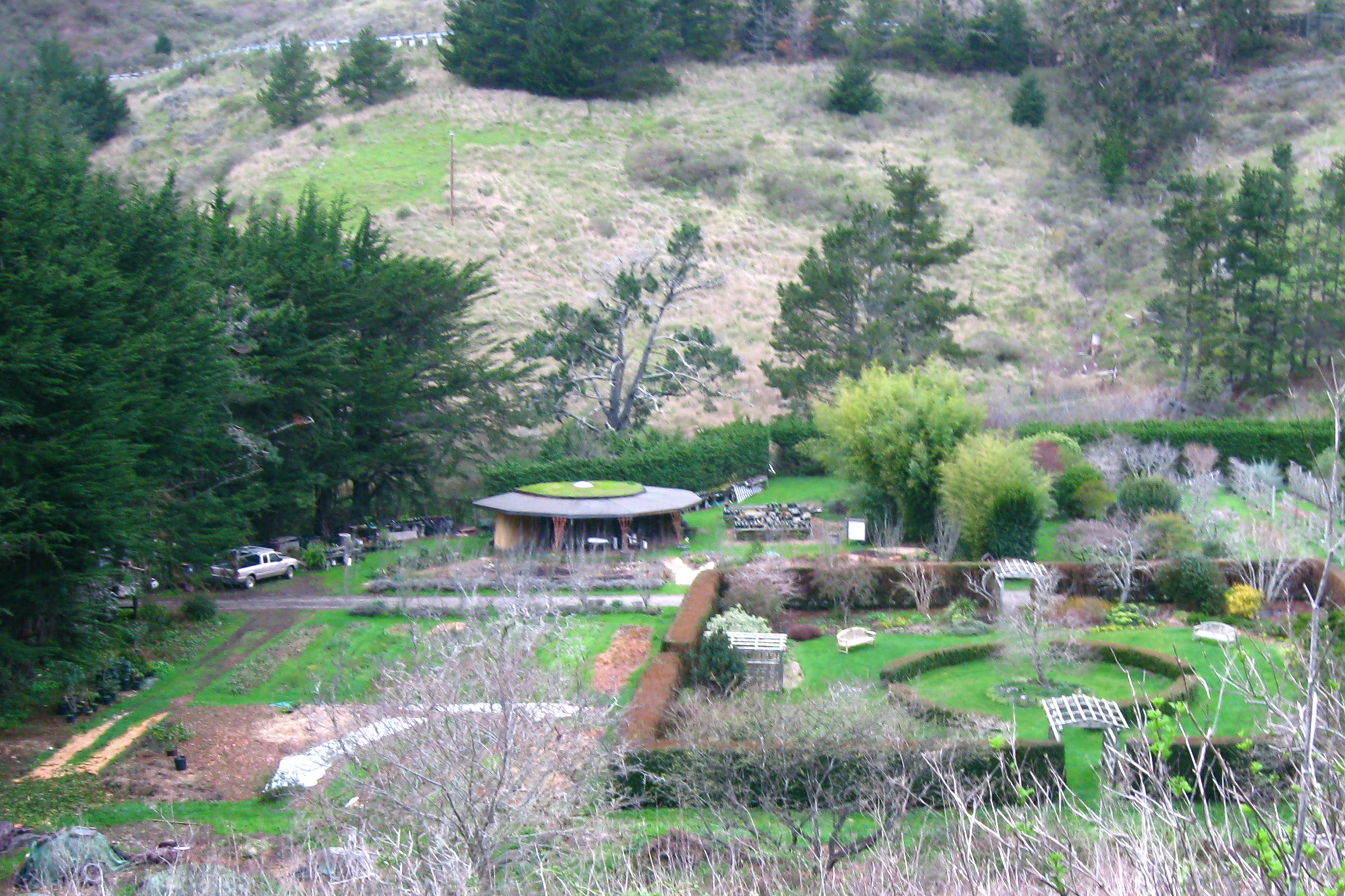
Blick auf einen Teil der Gartenanlage
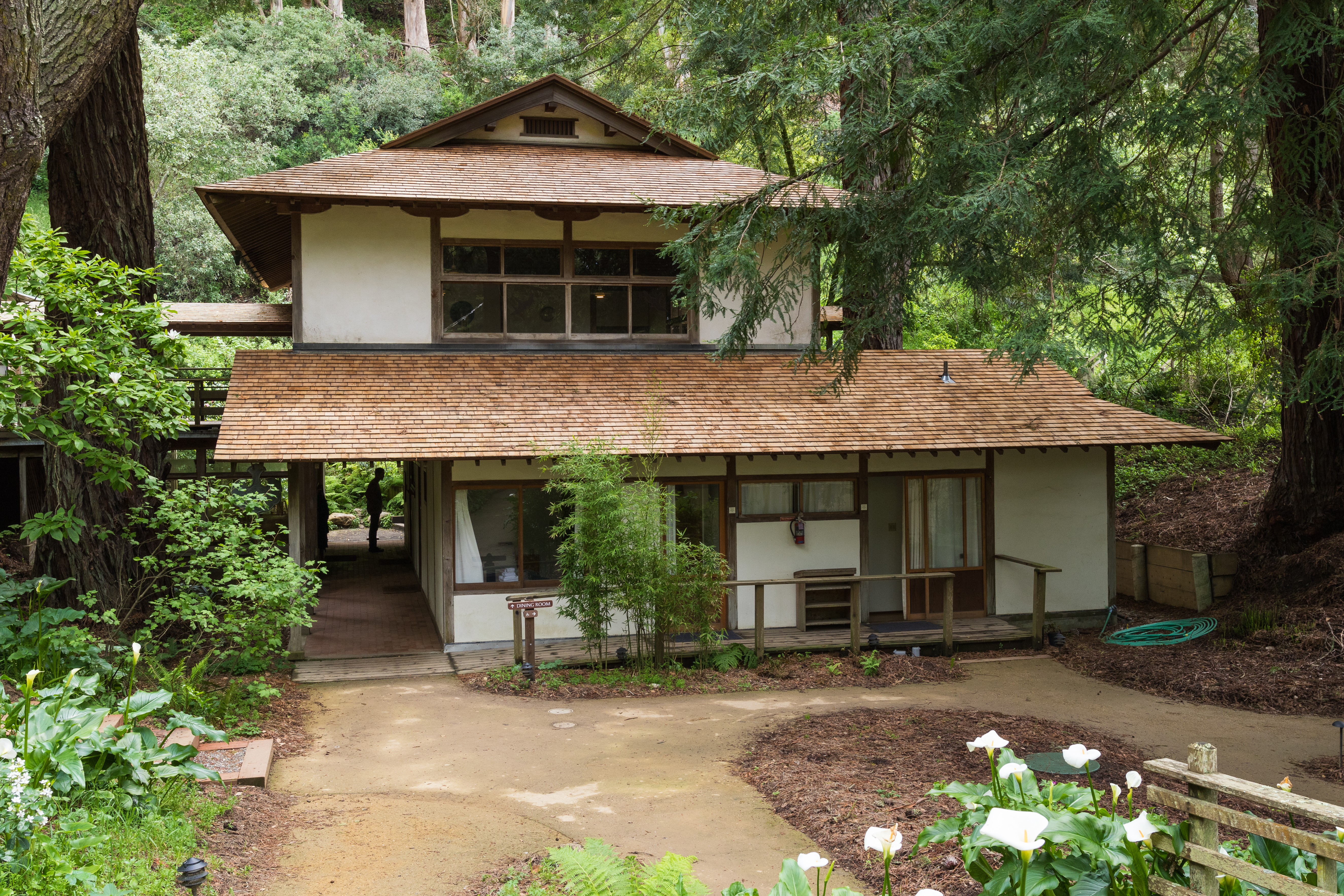
Das Wheelwright Center, benannt nach George Wheelwright, dem Vorbesitzer des zum Zen-Zentrum gehörenden Landes
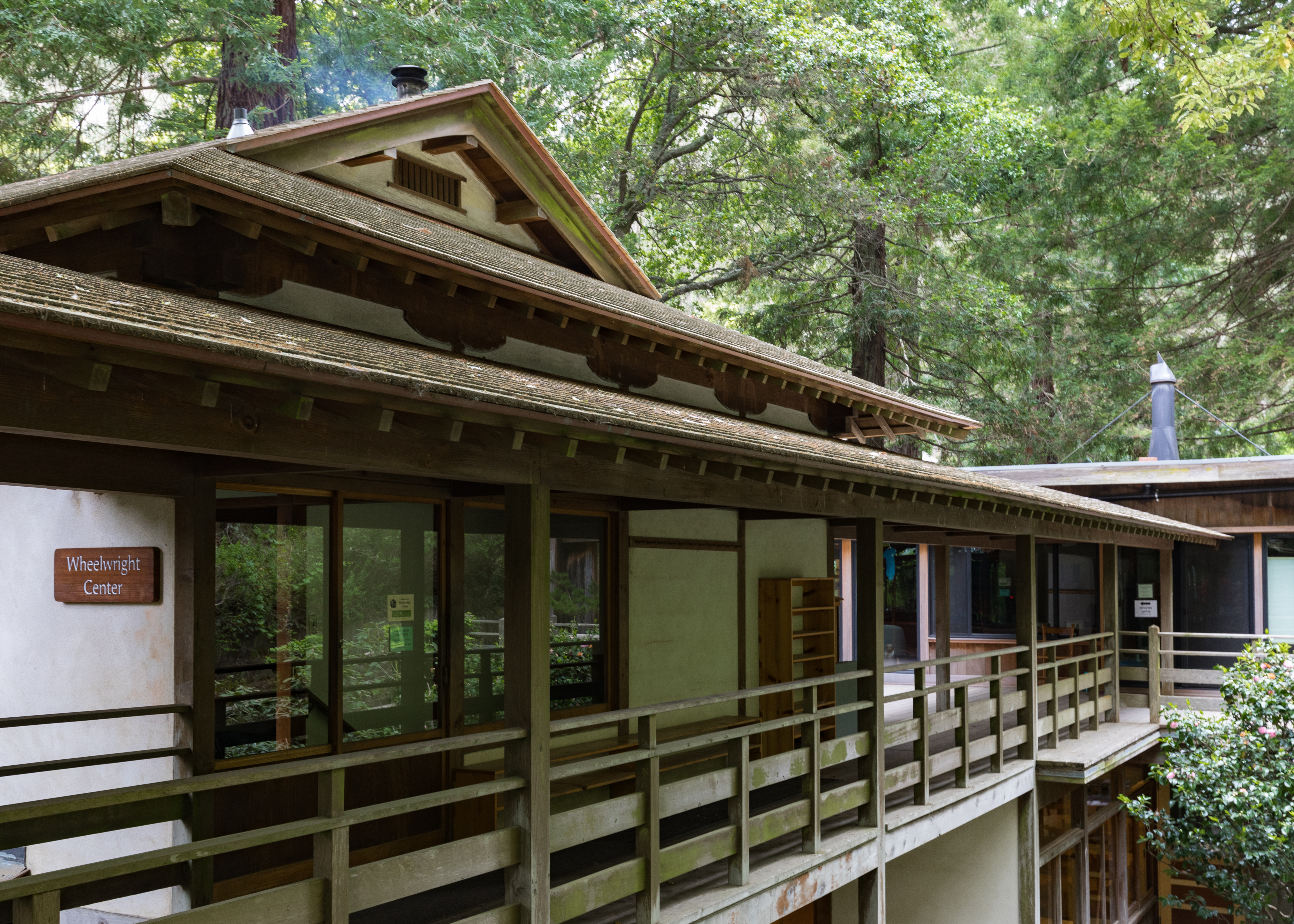
Südansicht des Wheelwright Center
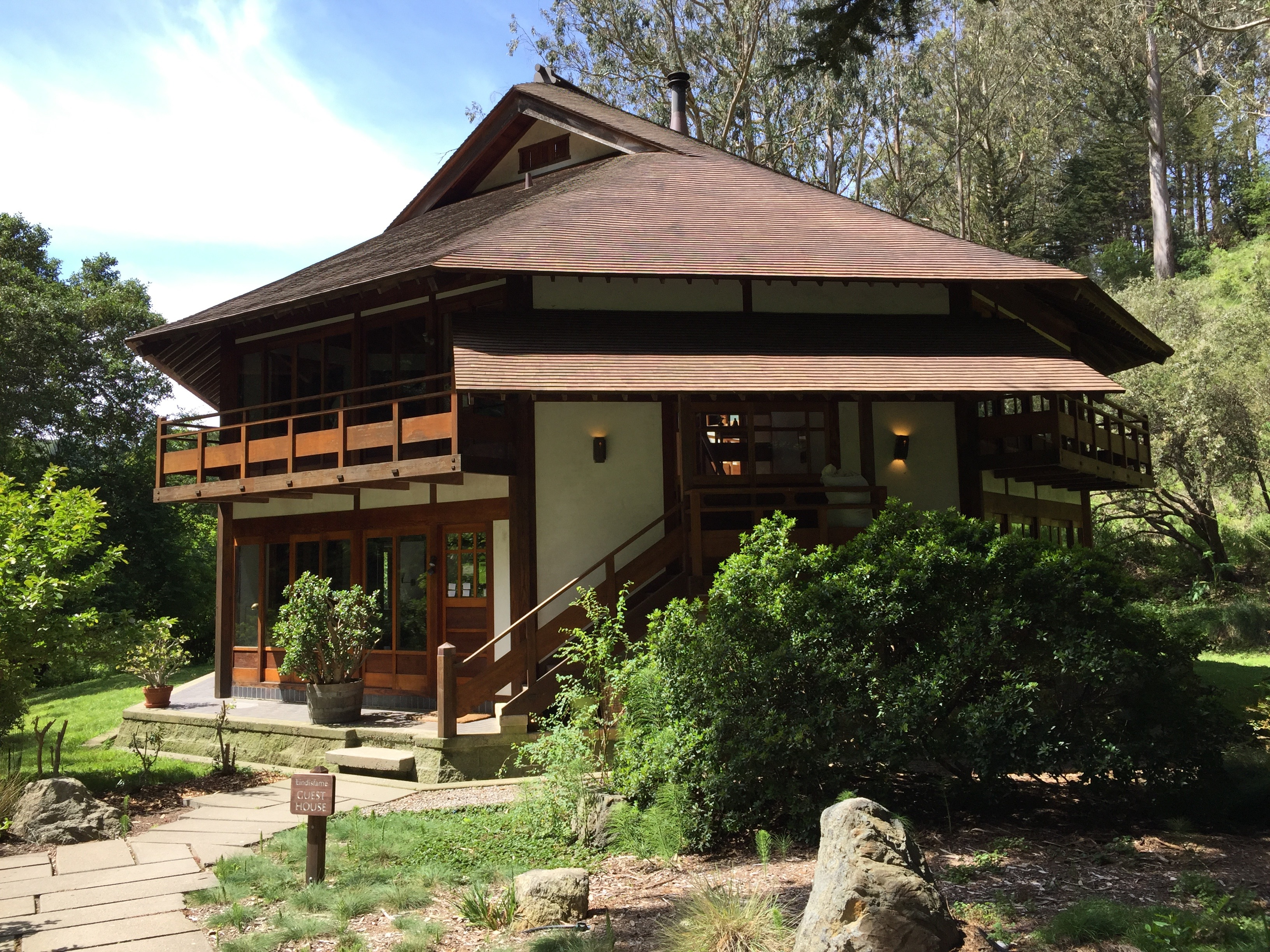
Das Lindisfarne Guesthouse für Übernachtungsgäste
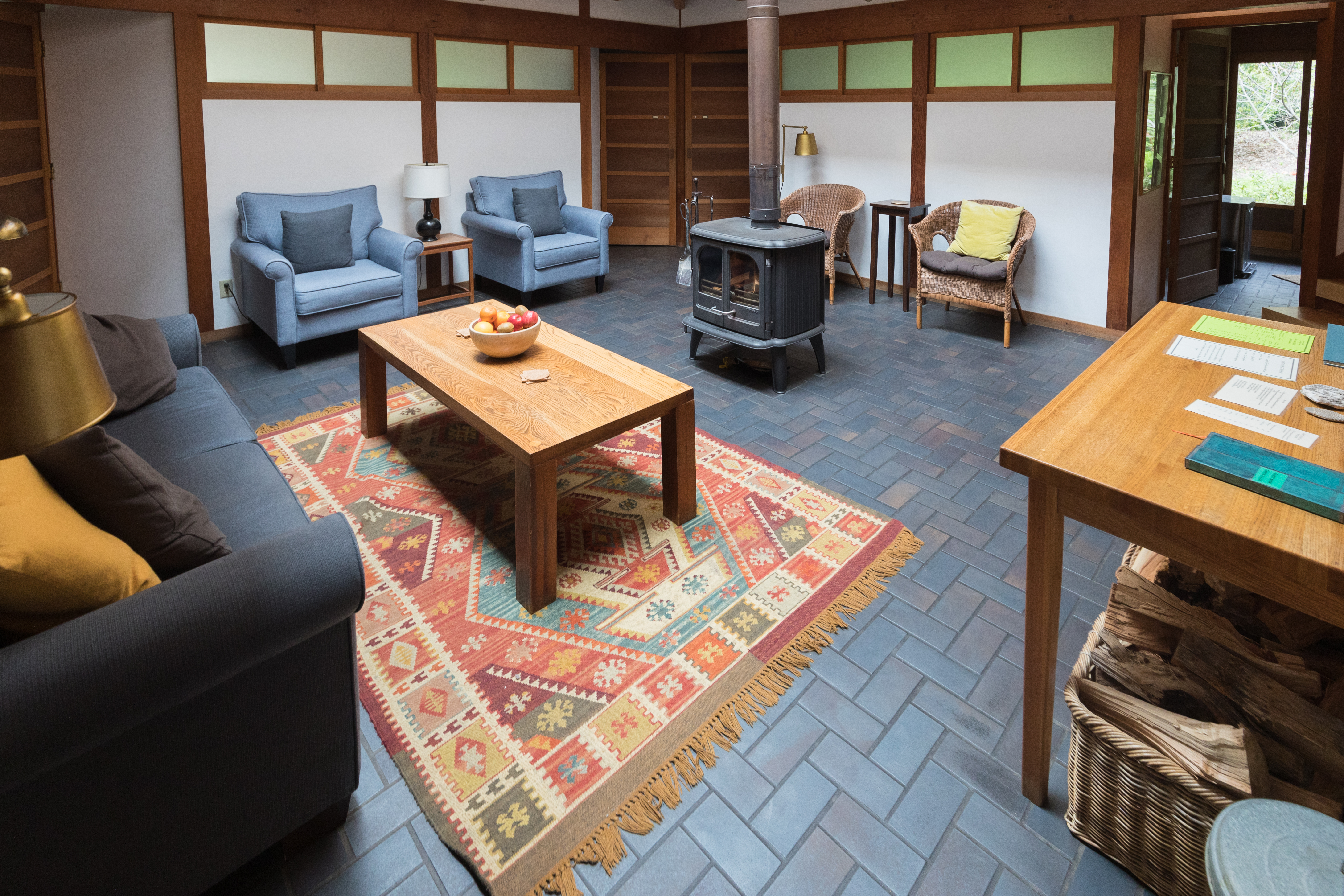
Innenansicht des Lindisfarne Guesthouse (Erdgeschoss)
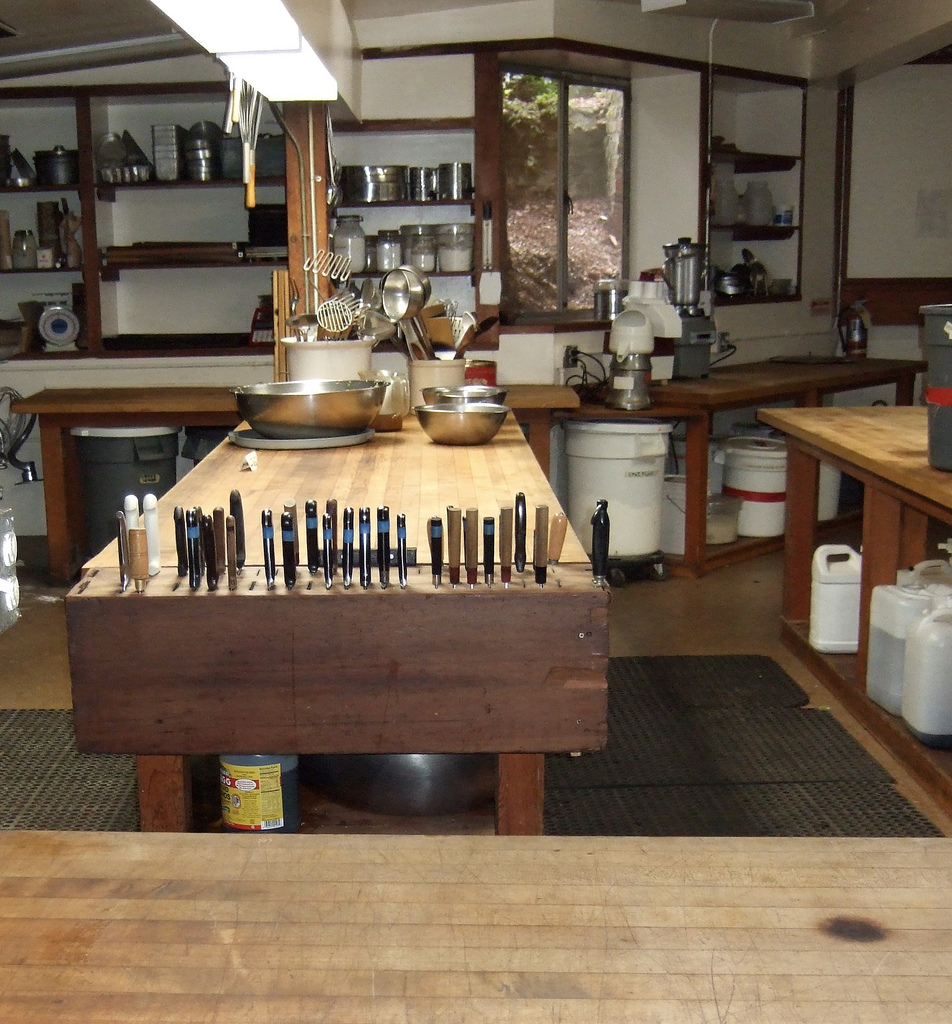
In der Küche des Zen-Zentrums werden ausschließlich vegetarische Gerichte zubereitet